# نولينة تكسانية
نولينة تكسانية (الاسم العلمي:Nolina texana) هي نوع من النباتات تتبع جنس النولينة من الفصيلة الهليونية.